# Anna Langsch

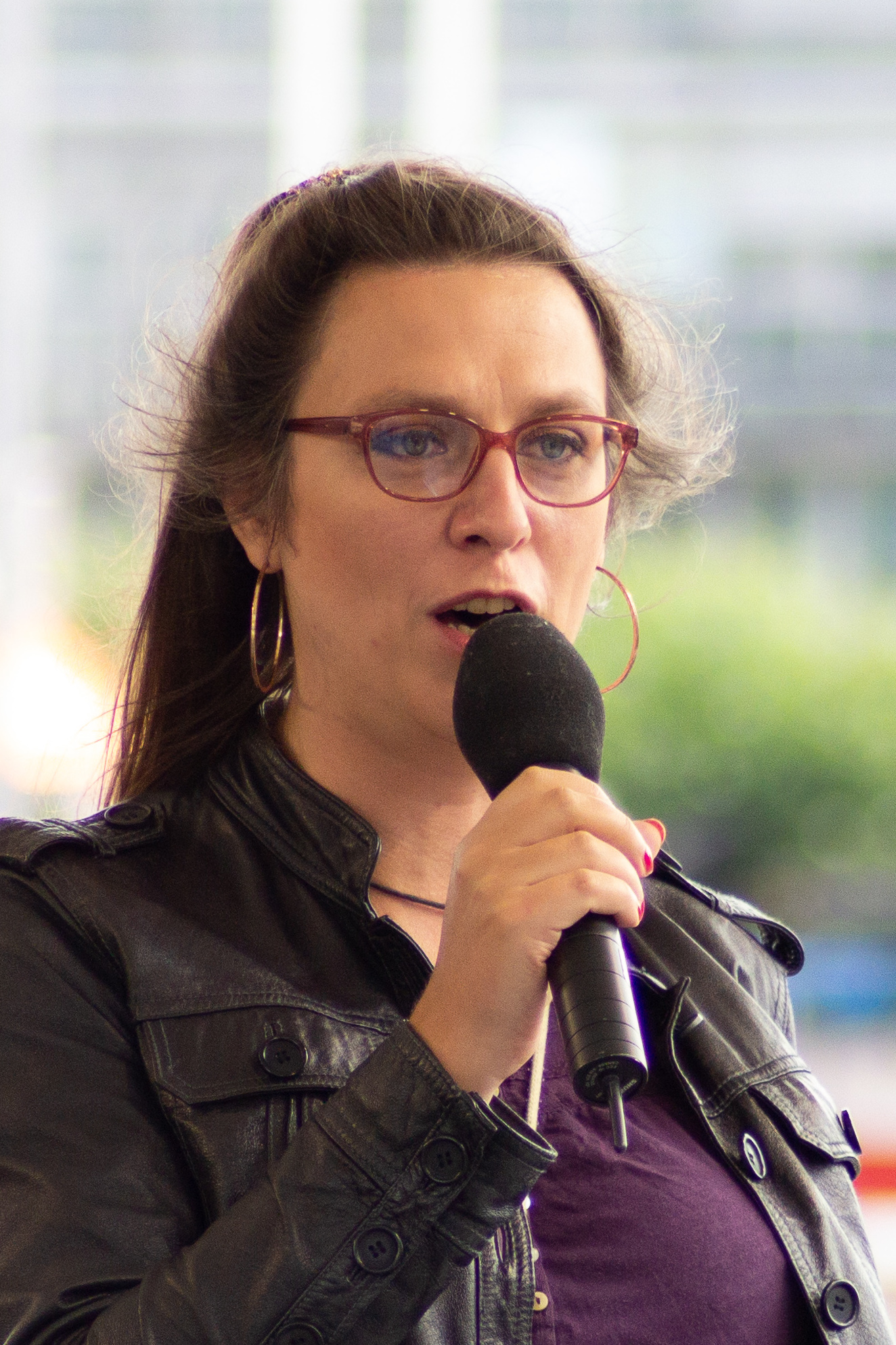
Anna Langsch (2021)

Anna Langsch (* 1. Dezember 1982 in Kiel) ist eine deutsche Politikerin (Bündnis 90/Die Grünen). Ab August 2020 war sie Co-Sprecherin des Kreisvorstands der Grünen in Kiel. Bei der Landtagswahl in Schleswig-Holstein 2022 gewann sie das Direktmandat im Landtagswahlkreis Kiel-West.

## Leben
Von 1988 bis 1992 besuchte Anna Langsch die Grund- und Hauptschule in Flintbek. 2001 machte sie ihr Abitur an der Humboldt-Schule Kiel. Nachdem sie in den Jahren 2002 und 2003 ihren Zivildienst abgeleistet hatte, studierte sie unter anderem deutsche Literatur und Soziale Arbeit, ohne einen Abschluss zu erlangen. Seit 2016 arbeitet sie als Koordinatorin/operative Leitung beim HAKI e.V. in Kiel, einem Verein, der nach eigener Darstellung durch Aufklärungs- und Bildungsangebote die gesamtgesellschaftliche Akzeptanz von LSBTIQ* fördern möchte.

## Politische Laufbahn
Anna Langsch trat im Juni 2018 der Partei Bündnis 90/Die Grünen bei. Seit September 2019 ist sie Sprecherin der Landesarbeitsgemeinschaft Queer Schleswig-Holstein und Delegierte der Bundesarbeitsgemeinschaft Lesbenpolitik (QueerGrün). Von Oktober 2019 bis Mai 2021 war sie Mitglied im Parteirat der Grünen Schleswig-Holstein. Ab August 2020 war sie Co-Sprecherin des Kreisvorstands der Grünen in Kiel. Bei der Landtagswahl in Schleswig-Holstein 2022 gewann sie das Direktmandat im Landtagswahlkreis Kiel-West mit 31,8 % der Stimmen. Sie ist die erste offen  transgeschlechtliche Person, die in den Kieler Landtag gewählt wurde.